# Tunnel de Fontenay-sous-Bois
Le tunnel de Fontenay-sous-Bois est un tunnel qui permet à la ligne de Fontenay-sous-Bois à Marne-la-Vallée - Chessy (RER A) de traverser le plateau de Belleville et de passer de la vallée de la Seine à la vallée de la Marne.
Long de 2 800 mètres, il commence un peu à l'ouest de la gare de Fontenay-sous-Bois et se termine à la gare du Val de Fontenay. Il est constitué d'un tunnel entouré par deux tranchées couvertes. Il est sécurisé par trois puits d'aérations sur son trajet.
Il a été construit pour permettre la desserte de la ville nouvelle de Marne-la-Vallée.
À l'est, il est suivi par le viaduc de Neuilly-Plaisance.